# Burden of Dreams
Pour les articles homonymes, voir Burden of Dreams (escalade).
Pour plus de détails, voir Fiche technique et Distribution.
Burden of Dreams est un film documentaire américain réalisé par Les Blank et sorti en 1982.
Le film a été tourné pendant la production chaotique du film Fitzcarraldo (1982) de Werner Herzog et a été filmé dans les jungles d'Amérique du Sud.

## Fiche technique
- Titre : Burden of Dreams
- Photographie : Les Blank
- Montage : Maureen Gosling

## Distribution
- Werner Herzog : lui-même
- Klaus Kinski : Fitzcarraldo / lui-même
- Claudia Cardinale : Molly / elle-même
- Jason Robards : Fitzcarraldo
- Mick Jagger : Wilbur
- Alfredo De Rio Tambo : lui-même
- Ángela Reina : elle-même (comme Angela Reine)
- Carmen Correa : elle-même
- Elia De Rio Ene : lui-même
- David Pérez Espinosa : lui-même
- Miguel Ángel Fuentes : lui-même
- Mariano Gagnon : lui-même (comme Father Mariano Gagnon)
- Paul Hittscher : lui-même
- Huerequeque Enrique Bohorquez : lui-même
- Evaristo Nugkuag Ikanan : lui-même
- José Lewgoy : lui-même
- Laplace Martins : lui-même
- Thomas Mauch : lui-même
- Nelson De Rio Cenepa : lui-même
- Walter Saxer : lui-même
- Jorge Vignati : lui-même
- Candace Laughlin : narrateur (voix)
- Beat Presser : lui-même (non crédité)